# LinkBike
LinkBike est le système de vélos en libre-service à George Town (Penang), en Malaisie. Mis en service le 17 décembre 2016, le service LinkBike propose 250 vélos répartis sur 25 stations.

## Stations

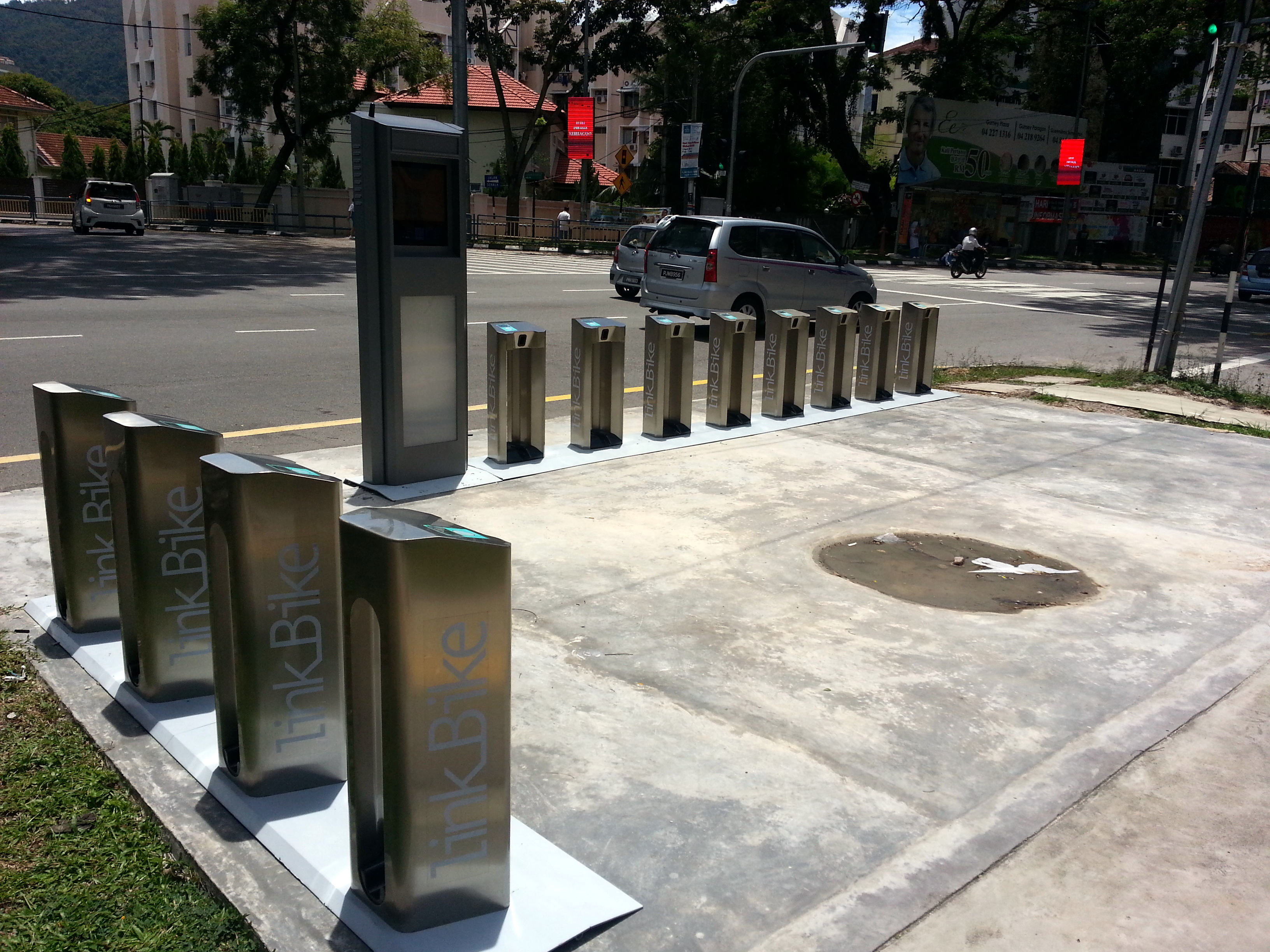
Une station près de Kelawei Road installée en avril 2017.

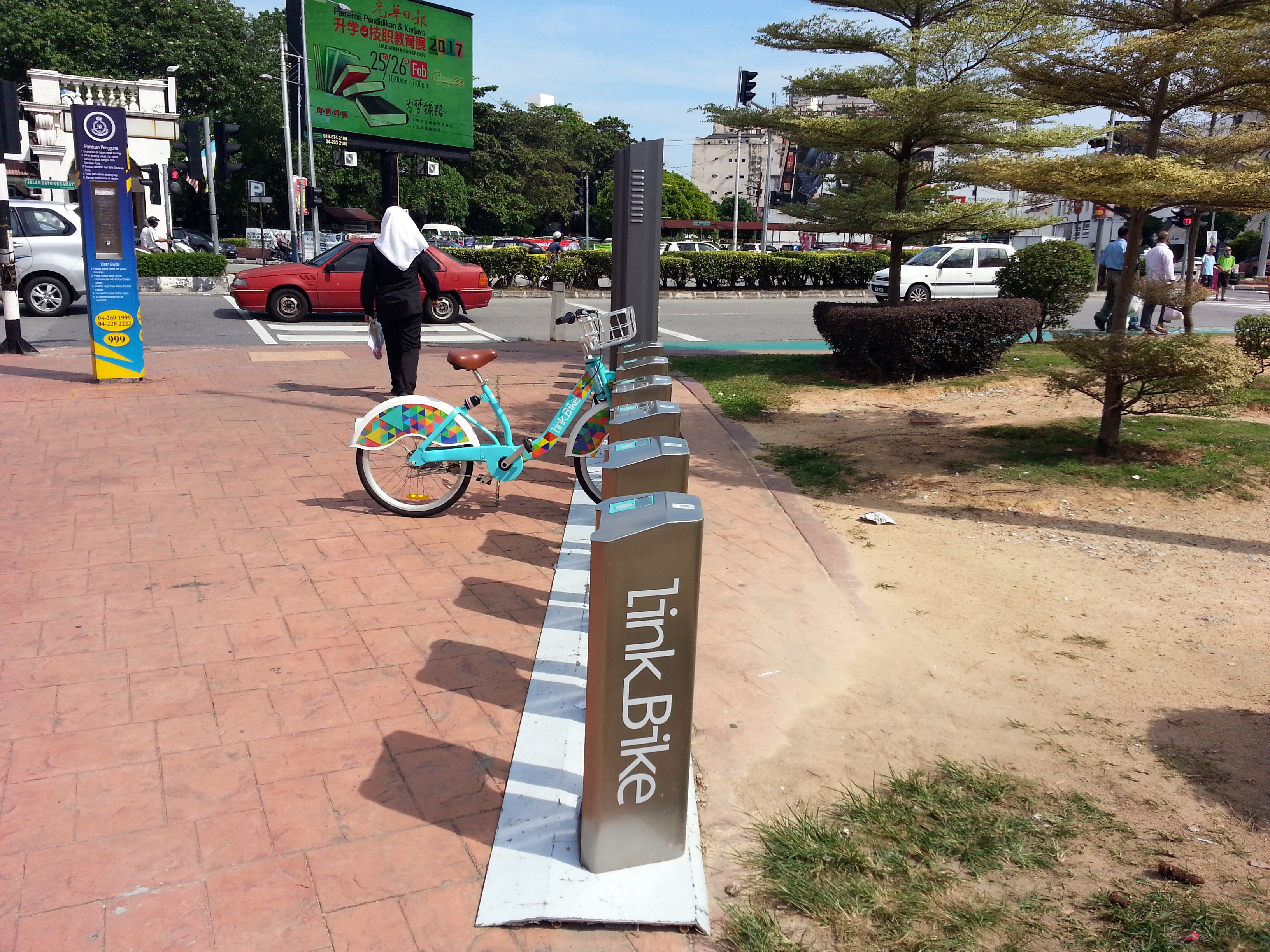
Une station près de Komtar.

En août 2017, le réseau comporte 25 stations.

## Tarifs
Le vélo peut être utilisé pendant une demi-heure gratuitement. Après cette période, l'utilisateur paie 1 ringgit par heure supplémentaire. Des abonnements journaliers, hebdomadaires, mensuels et annuels sont disponibles. Le prix varie de 2 ringgits pour un jour à 30 ringgits pour une année.